# François de Camps
François de Camps (Amiens, 1643 – 1723) è stato un presbitero, numismatico e antiquario francese, che fu creato abate dell'abbazia di Signy (Signy-l'Abbaye), dopo che la sua nomina a vescovo di Pamiers ebbe il veto dalla Santa Sede.
Scrisse articoli sulle medaglie che furono pubblicate sul the Mercure de France negli anni 1719–1723.
Nel 1695 pubblicò a Parigi, assieme a Jean Foy-Vaillant, "Selectiora numismata in ære maximi moduli e Museo Francisci de Camps", con l'analisi delle monete della sua collezione.